# Mieczysław Kasprzycki
Mieczysław Kasprzycki (* 13. Dezember 1910 in Ostrau, Österreich-Ungarn; † 21. Oktober 2001 in Krynica-Zdrój) war ein polnischer Eishockeyspieler und -trainer.  

## Karriere
Mieczysław Kasprzycki begann seine Karriere als Eishockeyspieler in der Tschechoslowakei bei KS Vítkovice und Slavia Prag. Anschließend spielte er in den Jahren 1936 und 1937 in Polen für den Śląskiego Klubu Hokejowego Katowice sowie anschließend für Dąb Katowice, mit dem er in der Saison 1938/39 erstmals in seiner Laufbahn den polnischen Meistertitel gewann. Während des Überfalls auf Polen geriet er in deutsche Kriegsgefangenschaft und wurde anschließend in die Schweiz geschickt, in der er in einigen Spielen für den Grasshopper Club Zürich auf dem Eis stand. Nach Ende des Zweiten Weltkriegs kehrte er in seine polnische Heimat zurück und spielte zunächst von 1946 bis 1949 für KS Cracovia. Mit der Mannschaft wurde er in den Jahren 1946, 1947 und 1949 jeweils Polnischer Meister. Die folgenden drei Jahre verbrachte er beim KTH Krynica, mit dem er 1950 zum fünften und letzten Mal in seiner Karriere den polnischen Meistertitel gewann. 
Von 1952 bis 1955 war Kasprzycki als Trainer der polnischen Nationalmannschaft tätig und betreute diese unter anderem bei den Olympischen Winterspielen 1952 in Oslo. 

### International
Für die polnische Eishockeynationalmannschaft nahm Kasprzycki an den Olympischen Winterspielen 1936 in Garmisch-Partenkirchen und 1948 in St. Moritz sowie an den Weltmeisterschaften 1939 und 1947 teil. Zwischen 1936 und 1952 bestritt er insgesamt 35 Länderspiele für Polen.

## Erfolge und Auszeichnungen
- 1939 Polnischer Meister mit Dąb Katowice
- 1946 Polnischer Meister mit KS Cracovia
- 1947 Polnischer Meister mit KS Cracovia
- 1949 Polnischer Meister mit KS Cracovia
- 1950 Polnischer Meister mit KTH Krynica